# Mecosaspis dives
Mecosaspis dives là một loài bọ cánh cứng trong họ Cerambycidae.